# Jatage, Khanapur
Jatage là một làng thuộc tehsil Khanapur, huyện Belgaum, bang Karnataka, Ấn Độ.